# 佛山市人民代表大会
佛山市人民代表大会（简称佛山市人大）是是中华人民共和国广东省佛山市的地方国家权力机关。现市人大代表任期为5年，其常设机构为佛山市人民代表大会常务委员会。

## 历史
1950年3月至1954年6月，佛山市实行各界人民代表会议制。按照1949年中央人民政府委员会通过的《市各界人民代表会议组织通则》的规定，先后召开了4届人民代表会议。会议闭会期间，设市各届人民代表会议协商委员会，处理日常事务，协助人民政府开展工作，负责下届人民代表会议的准备工作。
从1954年6月开始，按照《中华人民共和国地方各级人民代表大会和地方各级人民政府组织法》的规定，佛山市设立人民代表大会。第一届到第五届人民代表大会，每届任期两年，代表都是由选民直接选举产生。文化大革命期间，人民代表大会停止了活动，第六届人民代表大会也因此没有举行，地方权力机构为军事管制委员会和革命委员会。
文革结束后，根据第五届全国人民代表大会第二次会议所通过的《中华人民共和国地方各级人民代表大会和地方各级人民政府组织法》，佛山市人大也在1980年恢复活动召开第七届人民代表大会，并设立常务委员会。
1983年佛山地区和佛山市合并后，佛山市人民代表大会每届任期五年。

## 职权
根据《中华人民共和国地方各级人民代表大会和地方各级人民政府组织法》第十一条，佛山市人民代表大会行使下列职权：
1. 在佛山市行政区域内，保证宪法、法律、行政法规和上级人民代表大会及其常务委员会决议的遵守和执行，保证国家计划和国家预算的执行；
2. 审查和批准佛山市行政区域内的国民经济和社会发展规划纲要、计划和预算及其执行情况的报告，审查监督政府债务，监督佛山市人民政府对国有资产的管理；
3. 讨论、决定佛山市行政区域内的政治、经济、教育、科学、文化、卫生、生态环境保护、自然资源、城乡建设、民政、社会保障、民族等工作的重大事项和项目；
4. 选举佛山市人民代表大会常务委员会的组成人员；
5. 选举佛山市人民政府市长、副市长；
6. 选举佛山市监察委员会主任、佛山市中级人民法院院长和佛山市人民检察院检察长；选出的人民检察院检察长，须报经广东省人民检察院检察长提请广东省人民代表大会常务委员会批准；
7. 选举广东省人民代表大会代表；
8. 听取和审议佛山市人民代表大会常务委员会的工作报告；
9. 听取和审议佛山市人民政府和佛山市中级人民法院、佛山市人民检察院的工作报告；
10. 改变或者撤销佛山市人民代表大会常务委员会的不适当的决议；
11. 撤销佛山市人民政府的不适当的决定和命令；
12. 保护社会主义的全民所有的财产和劳动群众集体所有的财产，保护公民私人所有的合法财产，维护社会秩序，保障公民的人身权利、民主权利和其他权利；
13. 保护各种经济组织的合法权益；
14. 铸牢中华民族共同体意识，促进各民族广泛交往交流交融，保障少数民族的合法权利和利益；
15. 保障宪法和法律赋予妇女的男女平等、同工同酬和婚姻自由等各项权利。

## 机构设置

### 专门委员会
佛山市人民代表大会设立8个专门委员会
- 法制委员会
- 监察和司法委员会
- 财政经济委员会
- 教育科学文化卫生委员会
- 城乡建设环境与资源保护委员会
- 农村农业委员会
- 华侨民族外事宗教委员会
- 社会建设委员会